# اف.ای. ترنر
اف. ای. ترنر (انگلیسی: F. A. Turner؛ ۱۲ اکتبر ۱۸۵۸ – ۱۳ فوریهٔ ۱۹۲۳) یک هنرپیشهٔ دورهٔ فیلم‌های صامت اهل ایالات متحده آمریکا بود.
از فیلم‌هایی که وی در آن نقش داشته است می‌توان به تعصب اشاره کرد.
ترنر در نیویورک به دنیا آمد و در طول زندگی هنری، بین سال‌های ۱۹۱۴ تا ۱۹۲۲ میلادی در ۶۸ فیلم بازی کرد. از او با نام فرد ترنر (به انگلیسی: Fred Turner) نیز یاد شده‌است.

## منتخب فیلم‌شناسی
- هیچ‌جا خانه خود آدم نمی‌شود (۱۹۱۴)
- زندگی ژنرال وییا (۱۹۱۴)
- گوژپشتی (۱۹۱۴)
- رهایی (۱۹۱۴)
- خانه از دست‌رفته (۱۹۱۵)
- زندگی مرگبار (۱۹۱۵)
- دست سوخته (۱۹۱۵)
- توبه (۱۹۱۵)
- تعصب از دیوید وارک گریفیت (۱۹۱۶)
- تبرئه از پال پاول (۱۹۱۶)
- علاءالدین از سی.ام. فرانکلین (۱۹۱۷)
- انتقام تارزان از هری روی‌یر و جورج مارتین مریک (۱۹۲۰)